# 심불상응행법 (대승아비달마집론·잡집론)
이 문서는 대승불교의 유식유가행파의 주요 논서인 《대승아비달마집론(大乘阿毘達磨集論)》과 그 주석서인 《대승아비달마잡집론(大乘阿毘達磨雜集論)》에서 설명하고 있는 심불상응행법(心不相應行法)에 대해 다룬다. 심불상응행법에 대한 전체적 · 일반적 내용은 '심불상응행법 문서'에서 다루고 있다.
《대승아비달마집론》은
미륵과 함께 인도불교의 유식학의 총 3기 가운데 제1기의 논사인 무착(無着)이 저술한 논서이고, 《대승아비달마잡집론》은 인도불교의 유식학의 제3기의 논사인 안혜(安慧)가 무착의 동생이자 제자인 사자각(師子覺)의 주석을 《대승아비달마집론》의 내용과 함께 편찬한 논서이다.
《대승아비달마집론》과 《대승아비달마잡집론》에서는 '심불상응행법(心不相應行法)'이라는 낱말의 의미에 대해서는 해설하고 있지 않으며, 그것에 속한 법들을 나열함으로써 심불상응행법을 정의하고 있다. 무착과 안혜가 '심불상응행법(心不相應行法)'이라는 낱말의 의미에 대해 해설하지 않은 이유는 '심불상응행법'이라는 이름 그 자체가 이미 충분히 '마음과 상응하지 않는, 행온에 속한 법'이라는 의미를 설명하고 있다고 본 것으로 여겨진다.
그리고, 무착과 안혜는 심불상응행법에 속한 법으로 득(得) · 무상정(無想定) · 멸진정(滅盡定) · 무상이숙(無想異熟) · 명근(命根) · 중동분(衆同分) · 생(生) · 노(老) · 주(住) · 무상(無常) · 명신(名身) · 구신(句身) · 문신(文身) · 이생성(異生性) · 유전(流轉) · 정이(定異) · 상응(相應) · 세속(勢速) · 차제(次第) · 시(時) · 방(方) · 수(數) · 화합(和合)의 23가지를 들고 있다.

## 정의
인도불교의 유식학의 총 3기 가운데 제1기의 논사인 무착(無着)의 《대승아비달마집론》에서는 '심불상응행법(心不相應行法)'이라는 낱말의 의미에 대해서는 해설하고 있지 않으며, 다음 인용문에 나온 바와 같이 그것에 속한 법들을 나열함으로써 심불상응행법을 정의하고 있다.
何等名為心不相應行。謂得無想定滅盡定無想異熟命根眾同分生老住無常名身句身文身異生性流轉定異相應勢速次第時方數和合等。
— 《대승아비달마집론》, 제1권. p. 665b. 한문본

어떠한 것을 심불상응행법(心不相應行法)이라 이름합니까? 득(得) · 무상정(無想定) · 멸진정(滅盡定) · 무상이숙(無想異熟) · 명근(命根) · 중동분(衆同分) · 생(生) · 노(老) · 주(住) · 무상(無常) · 명신(名身) · 구신(句身) · 문신(文身) · 이생성(異生性) · 유전(流轉) · 정이(定異) · 상응(相應) · 세속(勢速) · 차제(次第) · 시(時) · 방(方) · 수(數) · 화합(和合) 등을 가리킨다.
— 《대승아비달마집론》, 제1권. 17쪽. 한글본

무착이 '심불상응행법(心不相應行法)'이라는 낱말의 의미에 대해 해설하지 않은 이유는 '심불상응행법'이라는 이름 그 자체가 이미 충분히 '마음과 상응하지 않는, 행온에 속한 법'이라는 의미를 설명하고 있다고 본 것으로 여겨진다.
《대승아비달마집론》에서 무착은 위와 같이 그 소속된 법들을 나열함으로써 심불상응행법을 정의하기 전에 행온(行蘊)에 대해 설명하면서, 수온(受蘊)과 상온(想蘊)을 제외한 심소법(心所法, 마음작용)과 심불상응행법을 총괄하여 행온이라 이름한다고 말하고 있다. 보다 구체적으로는, 안촉소생사(眼觸所生思) · 이촉소생사(耳觸所生思) · 설촉소생사(舌觸所生思) · 신촉소생사(身觸所生思) · 의촉소생사(意觸所生思)의 6사신(六思身)과, 6사신에 연유해서 사(思)의 마음작용이 짓는 갖가지 선(善)과 번뇌[雜染]와, 그리고 6사신에 연유해서 사(思)의 마음작용(분위차별과 관련하여서는 모든 행온을 대표하는 의미로서의 사의 마음작용을 말함, 이하 동일)이 짓는 갖가지 분위차별(分位差別)이 행온을 구성한다고 말하고 있다. 이 진술에서 무착은 심불상응행법이 '사(思)의 마음작용이 짓는 갖가지 분위차별' 또는 '사(思)의 마음작용의 갖가지 분위차별'일 수 있다는 것을 강하게 시사하고 있는데, 그러나 아주 명시적으로 그렇다고 언급하고 있지는 않다.
云何建立行蘊。謂六思身。眼觸所生思。耳觸所生思。鼻觸所生思。舌觸所生思。身觸所生思。意觸所生思。由此思故思作諸善。思作雜染。思作分位差別。又即此思除受及想與餘心所法心不相應行。總名行蘊。
— 《대승아비달마집론》, 제1권. p. 664a. 한문본

어떻게 행온을 건립하게 됩니까?
6사신(六思身), 즉 안촉소생사(眼觸所生思: 안촉에서 생겨난 사(思)의 마음작용) · 이촉소생사(耳觸所生思: 이촉에서 생겨난 사의 마음작용) · 비촉소생사(鼻觸所生思: 비촉에서 생겨난 사의 마음작용) · 설촉소생사(舌觸所生思: 설촉에서 생겨난 사의 마음작용) · 신촉소생사(身觸所生思: 신촉에서 생겨난 사의 마음작용) · 의촉소생사(意觸所生思: 의촉에서 생겨난 사의 마음작용)와, 이 같은 6사신[此思]에 연유해서 사(思)의 마음작용이 짓는 갖가지 선(善)과, 이 같은 6사신[此思]에 연유해서 사(思)의 마음작용이 짓는 번뇌[雜染]와, 이 같은 6사신[此思]에 연유해서 사(思)의 마음작용이 짓는 분위차별(分位差別)을 말한다. 달리 말하면[又即], 이 같은 6사신[此思]과, 수온과 상온을 제외한 그 밖의 다른 심소법(心所法)과, 심불상응행(心不相應行)을 총괄해서 행온이라 이름한다.
— 《대승아비달마집론》, 제1권. 7쪽. 한글본

하지만, 《대승아비달마집론》의 주석서로, 인도불교의 유식학의 제3기의 논사인 안혜(安慧)가 무착의 동생이자 제자인 사자각(師子覺)의 주석을 《대승아비달마집론》의 내용과 함께 편찬한 논서인 《대승아비달마잡집론》에서는 심불상응행법은 사(思)의 마음작용이 짓는 분위차별(分位差別: 상태 · 양태 · 단계 또는 국면의 차별, 즉 여러 가지 상태 · 양태 · 단계 또는 국면)이라고 명확히 진술하고 있다. 즉 사(思)의 마음작용(즉 모든 행온)에서 발생하는 갖가지 행위(行位: 작용 상태, 작용 양태, 작용 단계 또는 작용 국면)를 마치 실재하는 별도의 법인 것처럼 삼아서  심불상응행법으로 가설(假設)한다고 말하고 있다.
云何建立行蘊。謂六思身。眼觸所生思。乃至意觸所生思。由此思故思作諸善。思作雜染。思作分位差別。又即此思除受及想與餘心所有法并心不相應行。總名行蘊。

雖除受想。一切心所有法及心不相應行。皆行蘊相。然思最勝與一切行為導首。是故偏說。為顯此義故。說由思造善法等。善者。謂當說信等。雜染者。謂當說貪等。根本煩惱及貪等煩惱分少分煩惱。分位差別者。謂於思所發種種行位。假設心不相應行。
— 《대승아비달마잡집론》, 제1권. p. 697a. 한문본

어떻게 행온을 건립하게 됩니까?
6사신(六思身) 즉 안촉소생사(眼觸所生思) 내지 의촉소생사(意觸所生思)와, 이 같은 6사신[此思]에 연유해서 사(思)의 마음작용이 짓는 갖가지 선(善)과, 이 같은 6사신[此思]에 연유해서 사(思)의 마음작용이 짓는 번뇌[雜染]와, 이 같은 6사신[此思]에 연유해서 사(思)의 마음작용이 짓는 분위차별(分位差別)을 말한다. 달리 말하면[又即], 이 같은 6사신[此思]과, 수온과 상온을 제외한 그 밖의 다른 심소유법(心所有法)과, 심불상응행(心不相應行)을 총괄해서 행온이라 이름한다.

수온과 상온은 제쳐놓고 보더라도, 일체의 심소유법과 심불상응행은 모두 '행온의 상[行蘊相: 행온에 속한 법이나 성질]'이다. 그러나 사(思)의 마음작용이 가장 뛰어나서 '모든 행온의 상[一切行: 즉 一切의 行蘊相]'의 으뜸이 된다. 이러한 이유로 사(思)의 마음작용만 들어서 말하는 것이다[偏說].
이같은 이치[즉, 사(思)의 마음작용으로 모든 행온을 대표하는 이치]를 명확히 밝혀 드러내기 위해서, [대승아비달마집론에서는] '6사신[思]에 연유하여 짓는 선법[由思造善法]' 등을 말하고 있는 것이다. [대승아비달마집론에서 언급하는] '선(善)'은 뒤에서 설명할 신(信) 등의 마음작용을 말한다. [대승아비달마집론에서 언급하는] '번뇌[雜染]'는 뒤에서 설명할  탐(貪) 등의 근본번뇌와 탐(貪) 등의 번뇌에서 분화된[分] 소분번뇌(少分煩惱: 즉 수번뇌)를 말한다. [대승아비달마집론에서 언급하는] '분위차별[分位差別]'은 '사(思)의 마음작용[즉, 여기서는 모든 행온]에서 발생하는 갖가지 행위(行位: 작용 상태, 작용 양태, 작용 단계 또는 작용 국면)[於思所發種種行位]'를 말하는 것으로 [이것들을] 심불상응행(心不相應行)으로 가설(假設)한다.
— 《대승아비달마잡집론》, 제1권. 15-16쪽. 한글본

## 분류
《대승아비달마잡집론》 제2권에서는 23가지 심불상응행법 각각에 대해 해설하고 있다. 그런 후 이들 23가지 심불상응행법들이 어떠한 종류의 분위차별(分位差別)인지에 따라 분류하고 있다.
분위차별은 어떤 법의 분위(分位)를 차별(差別)한다는 것으로, 분위(分位, 영어: aspect, phase)는 해당 법의 측면 · 상태 · 양태 · 단계 · 국면을 뜻한다.  차별(差別)의 원래 뜻은 다른 두 가지 이상의 법들을 서로 비교하여 그 차이를 구분짓는 것을 말하는데, 여기서는 한 가지 법에 대해 말하는 것이므로 그 법의 여러 가지 측면 또는 국면 등의 차이를 구분짓는 것 또는 유전하면서 전변할 때 나타내는 여러 가지 상태, 양태 또는 국면 등의 차이를 구분짓는 것, 또는 그렇게 구분지어서 인식하게 된 상태 또는 국면 등을 말한다.
따라서 분위차별(分位差別)은 어떤 법의 여러 가지 측면 · 상태 · 양태 · 단계 · 국면들 즉 분위(分位)들을 구분짓는 것 또는 그러한 구분에 의해 인식하게 된 측면 · 상태 · 양태 · 단계 · 국면들 즉 분위(分位)들을 말한다.
《대승아비달마잡집론》 제2권에 따르면, 23가지 심불상응행법들은 다음과 같이 분류된다.
1. 선과 불선의 증감의 분위차별: 득 - 1가지
2. 심 · 심소법의 분위차별:  무상정, 멸진정, 무상이숙 - 3가지, 누적 개수 4가지
3. 주(住: 머뭄)의 분위차별: 명근 - 1가지, 누적 개수 5가지
4. 유사성[相似]의 분위차별: 중동분 - 1가지, 누적 개수 6가지
5. 상[相: 유위상]의 분위차별: 생 · 노 · 주 · 무상 - 4가지, 누적 개수 10가지
6. 언설[言說, 언어]의 분위차별: 명신 · 구신 · 문신 - 3가지, 누적 개수 13가지
7. 부득(不得)의 분위차별: 이생성 - 1가지, 누적 개수 14가지
8. 인과(因果)의 분위차별: 유전 · 정이 · 상응 · 세속 · 차제 · 시 · 방 · 수 · 화합 - 9가지, 누적 개수 23가지

如是等心不相應行法。唯依分位差別而建立故。當知皆是假有。謂於善不善等增減。分位差別建立一種。於心心法分位差別建立三種。於住分位差別建立一種。於相似分位差別建立一種。於相分位差別建立四種。於言說分位差別建立三種。於不得分位差別建立一種。於因果分位差別建立餘種。— 《대승아비달마잡집론》 제2권. p. 701a14-a20. 한문본

이와 같은 심불상응행법은 오직 분위차별(分位差別)에 근거해서 건립되기 때문에 모두가 가유(假有)임을 숙지해야 한다. 선법과 불선법 따위가 늘어나거나 줄어드는 것에 대한 분위차별은 한 종류만을 건립하고, 심법 · 심소법에 대한 분위차별은 세 종류를 건립하고, 주(住)에 대한 분위차별은 한 종류를 건립하고, 상사(相似)에 대한 분위차별은 한 종류를 건립하고, 상(相)에 대한 분위차별은 네 종류를 건립하고, 언설에 대한 분위차별은 세 종류를 건립하고, 부득(不得)에 대한 분위차별은 한 종류를 건립하고, 인과에 대한 분위차별은 그 밖의 다른 종류로써 건립한다.— 《대승아비달마잡집론》 제2권. p. 38. 한글본

위의 분류 중 8번째의 '인과(因果)의 분위차별'에서, '인과'(因果, 산스크리트어: hetu-phala)는 《대승아비달마잡집론》에 따르면, 일체(一切)의 유위법 즉 모든 유위법을 통칭하는 말이자 개별 유위법을 가리키는 말인데, 즉 여기서의 인(因)은 모든 유위법이 자신을 제외한 다른 모든 유위법을 낳게 하는 원인이 된다는 의미이고, 과(果)는 모든 유위법이 자신을 제외한 다른 모든 유위법으로 인해 생겨난다는 것을 의미한다. 즉, 불교의 인과법인 연기법을 그 최대한의 관점에서 바라볼 때, 즉 우주의 모든 존재가 상의상대(相衣相待) 또는 상의상의(相倚相依)하는 관계 즉 서로 의존하는 관계에 있다는 관점에서 바라볼 때의 모든 유위법 전체 또는 개별을 인과(因果)라고 명명한 것이다. 그리고 이렇게 바라보는 관점을 전통적인 불교 용어로는 인과이시(因果異時) 또는 이시인과(異時因果)가 아닌 인과동시(因果同時) 또는 동시인과(同時因果)의 관점에서 바라보는 것이라고 한다. 즉 여기서 말하는 인과는 인과동시(因果同時)의 관점에서의 모든 유위법을 말한다.
그리고, 부파불교의 설일체유부의 4연(四緣) · 6인(六因) · 5과(五果)의 인과설과 대승불교의 유식유가행파의 4연(四緣) · 10인(十因) · 5과(五果)의 인과설의 용어로는, 여기서의 인(因)은 4연 가운데 증상연(增上緣) 또는 6인 가운데 능작인(能作因) 또는 10인 가운데 불상위인(不相違因)으로서의 유위법을 뜻하고, 여기서의 과(果)는 5과 가운데 증상과(增上果)로서의 유위법을 뜻한다.

## 개별 법의 설명
《대승아비달마집론》과 《대승아비달마잡집론》에서는 23가지 심불상응행법을 들고 있는데, 이들에 대한 두 논서의 설명은 다음과 같다.

### (1) 득(得)
《대승아비달마집론》에 따르면,
득(得, 산스크리트어: prāpti)은 선법(善法) · 불선법(不善法) · 무기법(無記法)이 증가[增]하거나 혹은 감소[減]하는 것을 획득(獲得)과 성취(成就)로 가립(假立)한 것이다.
《대승아비달마잡집론》의 해설에 따르면,
'선법 · 불선법 · 무기법[善不善無記法]'은 가립한 득(得)이라는 심불상응행법의 의처(依處: 의지처, 소의, 어떤 법의 작용이 일어나는 곳 또는 발견되는 곳)를 나타낸다.
'증가하거나 혹은 감소하는 것[若增若減]'은 득(得)의 자체(自體) 즉 본질적 성질을 나타낸다. 예를 들어, 신(信: 믿음)이 증가한 것을 상품(上品)의 신(信: 믿음)을 성취했다고  말하고, 또한 신(信: 믿음)이 감소한 것을 하품(上品)의 신(信: 믿음)을 성취했다고 말한다.
'획득과 성취로 가립한 것[假立獲得成就]'이라는 것은 득(得)이 실재하는 실법(實法)이 아니라 가설적으로 설정한 가법(假法)이라는 것을 나타낸다. 그리고, 득(得)과 마찬가지로, 심불상응행법에 속한 나머지 법들도 그 해당하는 바에 따라 가립된 법들이다.

### (2) 무상정(無想定)
《대승아비달마집론》에 따르면, 무상정(無想定, 산스크리트어: asaṃjñi-samāpatti)은 변정천(遍淨天)의 욕망은 떠났으나 아직 그 상위의 하늘[天] 또는 경지[地]의 욕망은 떠나지 못한 상태에서 출리상을 작의[出離想作意]하는 것을 우선으로 삼음으로써, '불항행(不恒行)의 심 · 심소[不恒行心心所]' 즉 '항상 현행하지는 않는 부류에 속한 마음과 마음작용'이 소멸되는 것을 실재하는 법인 것처럼 가립한 것이다.
《대승아비달마잡집론》의 해설에 따르면, '변정천의 욕망을 이미 떠난 것[已離遍淨欲]'은 색계의 제3정려의 탐(貪)을 이미 벗어난 것을 나타낸다.
'아직 그 상위의 하늘 또는 경지의 욕망은 떠나지 못한 것[未離上欲]'은
제4정려와 이보다 상위의 하늘 또는 경지의 탐(貪)을 벗어나지 못한 것을 나타낸다.
'출리상을 작의하는 것을 우선으로 삼는 것[出離想作意為先]'은 해탈상(解脫想)을 작의(作意)하는 것을 전방편(前方便: 작전(作前)의 방편, 즉 어떤 결과를 일으키는 직접적인 수단)으로 삼는 것을 나타낸다. 즉, 무상정의 과보로서 획득되는 무심(無心)의 경지인 무상천을 해탈이라고 여기고 성취하고자 의지하고, 또한 그것을 성취할 수 있게 하는 직접적인 수행을 행하는 것을 뜻한다.
'불항행(不恒行)' 즉 '항상 현행하지는 않는 부류'는 전식(轉識), 즉 전6식(前六識)을 뜻한다.
'소멸되는 것[滅]'은 선정에 든 마음[定心]이 끌어당긴 불항현행(不恒現行) 즉 전6식(前六識)과 이 6가지 마음들과 상응하는 마음작용들에서 모두 잠시 동안 '소의위의 차별[所依位差別]'이 소멸되는 것을 뜻한다. 즉 아뢰야식이 전변하여 현행한 전식(轉識)으로서의 지위와 또 그렇게 아뢰야식과는 구분되는 상태를 잠시 동안 상실하는 것을 말한다. 이것은 선정에 든 마음[定心]이 전6식(前六識)의 마음과 마음작용을 모두 소멸시키는 것이라고 할 수 있으므로, '불항행(不恒行)의 심 · 심소[不恒行心心所]가 소멸되는 것[滅]'이라고 표현한 것이다.

### (3) 멸진정(滅盡定)
《대승아비달마집론》에 따르면, 멸진정(滅盡定, 산스크리트어: nirodha-samᾱpatti)은 무소유처천(無所有處天)의 욕망[欲]을 이미 떠난 상태에서 다시 유정천(有頂天) 즉 비상비비상처천(非想非非想處天)을 초월하여 잠시 동안 식상을 작의[息想作意]하는 것을 우선으로 삼음으로써, '불항행(不恒行)의 모든 심 · 심소[不恒行諸心心所]'와 '항행(恒行)의 일분의 심 · 심소[恒行一分心心所滅]', 즉 '항상 현행하지는 않는 부류에 속한 모든 마음과 마음작용'과 '항상 현행하는 부류에 속한 마음과 마음작용의 일부'가 소멸되는 것을 실재하는 법인 것처럼 가립한 것이다.
《대승아비달마잡집론》의 해설에 따르면, 무상정의 경우와는 달리 상계의 욕망[欲]을 떠나지 못한 것을 언급하지 않는 것은 무소유처천(無所有處天) 보다 상위에 있는 3계 중 가장 높은 하늘[天]인 유정천(有頂天) 즉 비상비비상처천(非想非非想處天)의 욕망[欲]을 떠난 것을 나타낸다. 그리고 이것은 아라한 등이 득하는 선정, 즉, 4향4과 중 최소한 아라한향에 도달한 성인들이 득하는 선정이라는 것을 나타낸다. 달리 말해, 멸진정은 아라한과 부처들이 득하는 선정이다.
'항행의 일부[一分恒行]' 즉 '항상 현행하는 부류에 속한 마음과 마음작용의 일부'는 염오의(染汚意)에 속한 마음과 마음작용을 나타낸다. 즉, 제7 말나식에 속한 마음과 마음작용을 나타낸다.

### (4) 무상이숙(無想異熟)
《대승아비달마집론》과 《대승아비달마잡집론》에 따르면, 무상이숙(無想異熟, 산스크리트어: asaṃjñika)은 무상유정천(無想有情天)에 태어난 것을 말한다. 이 세계에서 '불항행(不恒行)의 심 · 심소[不恒行心心所]' 즉 '항상 현행하지는 않는 부류에 속한 마음과 마음작용'이 소멸되는 것을 실재하는 법인 것처럼 가립한 것이다.

### (5) 명근(命根)
《대승아비달마집론》과 《대승아비달마잡집론》에 따르면, 명근(命根, 산스크리트어: jīvitendriya)은 중동분(眾同分)의 수명(壽命)을 말하는 것으로, 태어난 세상에 머무는 시간이 과거의 업에 따라 결정되는 것을 실재하는 법인 것처럼 가립한 것이다.
《대승아비달마잡집론》의 해설에 따르면, '중동분(眾同分)'은 일생 동안 온갖 온(蘊)이 상속하는 것을 나타낸다.
'태어난 세상에 머무는 시간이 결정되는 것'은 업에 의해 견인된 공능(功能)의 차별에 따라 중동분(眾同分: 5온의 상속, 곧 유정의 몸과 마음)이 안정되게 머무는 기간에 있어서 예를 들어 백 년 혹은 천 년 식으로 제한이 있는 것을 나타낸다.

### (6) 중동분(衆同分)
《대승아비달마집론》에 따르면, 중동분(衆同分, 산스크리트어: nikāya-sabhāga)은 유정들이 부류에 따라 그들의 자체(自體: 본질적 성질 즉 몸과 마음)가 서로 비슷한 것[自體相似]을 실재하는 법인 것처럼 가립한 것이다.
《대승아비달마잡집론》의 해설에 따르면, '부류에 따라[於種種類]'는 인간[人]과 천인[天]과 같은 부류의 차이를 의미한다.
'자체가 서로 비슷하다[自體相似]'는 각 부류별로 같은 종류의 성질[一種類性]을 가진 것을 나타낸다.

### (7) 생(生)
《대승아비달마집론》에 따르면, 생(生, 산스크리트어: jāti, 태어남, 나타남)은 중동분에서 갖가지 행(行)이 본래 없다가[本無] (인연화합에 의해) 지금 존재하게 된 것[今有]을 실재하는 법인 것처럼 가립한 것이다. 한편, 생(生)은 생(生) · 주(住) · 이(異) · 멸(滅) 또는 생(生) · 주(住) · 노(老) · 무상(無常)의 유위4상(有為四相) 또는 유위상(有為相) 가운데 하나로, 생상(生相)이라고도 한다.
《대승아비달마잡집론》의 해설에 따르면, 외계의 색(色) 등에도 생상(生相) 등이 있음에도 불구하고 중동분에 대해서만 생상 등을 거론하는 이유는 유정이 상속하는 것에서 유위상(有為相)을 건립하려는 의도에서이다. 이것은 외적인 색(色) 등의 유위상은 형성[成, 이루어짐]되고 괴멸[壞, 무너짐]되는 것에서 그 모습이 나타나 보이는 데 비해, 내적인 행(行)의 유위상은 태어나고[生] 늙는[老] 것 등에서 그 모습이 나타나 보이기 때문이다.

### (8) 노(老)
《대승아비달마집론》에 따르면, 노(老, 산스크리트어: jarā, 늙음)는 중동분에서 갖가지 행(行)이 상속하면서 변이(變異)하는 것을 실재하는 법인 것처럼 가립한 것이다. 한편, 노(老)는 생(生) · 주(住) · 이(異) · 멸(滅) 또는 생(生) · 주(住) · 노(老) · 무상(無常)의 유위4상(有為四相) 또는 유위상(有為相) 가운데 하나로, 이상(異相)이라고도 한다.
《대승아비달마잡집론》의 해설에 따르면, 외계의 색(色) 등에도 이상(異相) 등이 있음에도 불구하고 중동분에 대해서만 이상 등을 거론하는 이유는 유정이 상속하는 것에서 유위상(有為相)을 건립하려는 의도에서이다. 이것은 외적인 색(色) 등의 유위상은 형성[成, 이루어짐]되고 괴멸[壞, 무너짐]되는 것에서 그 모습이 나타나 보이는 데 비해, 내적인 행(行)의 유위상은 태어나고[生] 늙는[老] 것 등에서 그 모습이 나타나 보이기 때문이다.

### (9) 주(住)
《대승아비달마집론》에 따르면, 주(住, 산스크리트어: sthiti, vivartasthāyin, 머뭄, 불변괴)는 중동분에서 갖가지 행(行)이 상속하면서 변이[變]하거나 소멸[壞]되지 않는 것을 실재하는 법인 것처럼 가립한 것이다. 한편, 주(住)는 생(生) · 주(住) · 이(異) · 멸(滅) 또는 생(生) · 주(住) · 노(老) · 무상(無常)의 유위4상(有為四相) 또는 유위상(有為相) 가운데 하나로, 주상(住相)이라고도 한다.
《대승아비달마잡집론》의 해설에 따르면, 외계의 색(色) 등에도 주상(住相) 등이 있음에도 불구하고 중동분에 대해서만 주상 등을 거론하는 이유는 유정이 상속하는 것에서 유위상(有為相)을 건립하려는 의도에서이다. 이것은 외적인 색(色) 등의 유위상은 형성[成, 이루어짐]되고 괴멸[壞, 무너짐]되는 것에서 그 모습이 나타나 보이는 데 비해, 내적인 행(行)의 유위상은 태어나고[生] 늙는[老] 것 등에서 그 모습이 나타나 보이기 때문이다.

### (10) 무상(無常)
《대승아비달마집론》에 따르면, 무상(無常, 산스크리트어: anitya, 죽음, 소멸, 없어짐)은 중동분에서 갖가지 행(行)이 상속하면서 변괴(變壞: 변하여 무너짐, 변하여 소멸됨, 변하여 없어짐)하는 것을 실재하는 법인 것처럼 가립한 것이다. 한편, 무상(無常)은 생(生) · 주(住) · 이(異) · 멸(滅) 또는 생(生) · 주(住) · 노(老) · 무상(無常)의 유위4상(有為四相) 또는 유위상(有為相) 가운데 하나로, 멸상(滅相)이라고도 한다.
《대승아비달마잡집론》의 해설에 따르면, 외계의 색(色) 등에도 멸상(滅相) 등이 있음에도 불구하고 중동분에 대해서만 멸상 등을 거론하는 이유는 유정이 상속하는 것에서 유위상(有為相)을 건립하려는 의도에서이다. 이것은 외적인 색(色) 등의 유위상은 형성[成, 이루어짐]되고 괴멸[壞, 무너짐]되는 것에서 그 모습이 나타나 보이는 데 비해, 내적인 행(行)의 유위상은 태어나고[生] 늙는[老] 것 등에서 그 모습이 나타나 보이기 때문이다.
마찬가지로, 《대승아비달마잡집론》의 해설에 따르면, 무상(無常)에 대한 위의 정의에서 '상속하면서 변괴하는 것[相續變壞]'이란 유정의 수명이 마치는 때를 가리킨다. 즉, 생(生) · 주(住) · 이(異) · 멸(滅) 또는 생(生) · 주(住) · 노(老) · 무상(無常)의 유위상(有為相)은 찰나상속(剎那相續)이 아닌 1기상속(一期相續: 유정의 한 생애 동안의 상속)에 근거하여 세운 것임에 유의해야 한다고 말하고 있다.

### (11) 명신(名身)
《대승아비달마집론》에 따르면, 명신(名身, 산스크리트어: nāmakāya)은 갖가지 법(法)의 자성(自性)에 대한 증언(增言: 名의 다른 말로, 명사, 명사적 개념 또는 개념을 뜻함)들을 실재하는 법인 것처럼 가립한 것이다.
명신(名身)에서 신(身)은 몸의 의미가 아니며 집합 또는 복수를 뜻하는 복수형 접미사 '~들'의 의미이다. 증언(增言)은 문자 그대로는 '뛰어난[增上] 말[言]'이라는 뜻인데 증어(增語)라고도 한다. 증언과 증어는 명(名: 명사, 명사적 개념, 개념)의 다른 말인데, 명(名: 즉 개념)은 반드시 자신의 의미를 드러내는 말[語]이기 때문에 일반적인 말[語]보다 뛰어나므로[增上] 또는 단순한 소리로서의 말[語]보다 뛰어나므로 증언(增言) 또는 증어(增語)라고 한다.
이러한 취지에서 《대승아비달마잡집론》에서는 '자성에 대한 증언[自性增言]'이란 '천상도[天] · 인간도[人] · 안근[眼] · 이근[耳] 등의 사물[事]에 대해 해설[說]하는 것을 말한다[謂說天人眼耳等事]'고 설명하고 있다.

### (12) 구신(句身)
《대승아비달마집론》에 따르면, 구신(句身, 산스크리트어: padakāya)은 갖가지 법(法)의 차별상에 대한 증언(增言: 名의 다른 말로, 명사, 명사적 개념 또는 개념을 뜻함)들을 실재하는 법인 것처럼 가립한 것이다.
구신(句身)에서 신(身)은 몸의 의미가 아니며 집합 또는 복수를 뜻하는 복수형 접미사 '~들'의 의미이다. 증언(增言)은 문자 그대로는 '뛰어난[增上] 말[言]'이라는 뜻인데 증어(增語)라고도 한다. 증언과 증어는 명(名: 명사, 명사적 개념, 개념)의 다른 말인데, 명(名: 즉 개념)은 반드시 자신의 의미를 드러내는 말[語]이기 때문에 일반적인 말[語]보다 뛰어나므로[增上] 또는 단순한 소리로서의 말[語]보다 뛰어나므로 증언(增言) 또는 증어(增語)라고 한다.
《대승아비달마잡집론》의 해설에 따르면, 갖가지 법의 '차별상에 대한 증언[差別增言]'이란 '제행은 무상하다[諸行無常]' 또는 '모든 유정은 반드시 죽는다[一切有情當死]' 등과 같이 문장으로 그 뜻하는 바를 해설[說] 또는 진술[說]하는 것을 말한다. 즉, 행과 무상이라는 증언(즉 명사)을 사용하여 '제행은 무상하다'는 뜻을 진술함으로써 모든 행이 가지는 무상이라는 차별상 즉 특정한 상태, 양태 또는 국면을 밝히거나, 유정과 죽음이라는 증언(즉 명사)을 사용하여 '모든 유정은 반드시 죽는다'는 뜻을 진술하는 함으로써 모든 유정이 가지는 죽음이라는 차별상 즉 특정한 상태, 양태 또는 국면을 밝히는 것 등을 말한다. 간단히 말하자면, 구신(句身)이란 갖가지 법의 성격을 밝히는 데 사용되는 문장들이다.

### (13) 문신(文身)
《대승아비달마집론》에 따르면, 문신(文身, 산스크리트어: vyañjana)은 갖가지 명신(名身)과 구신(句身)의 소의(所依: 의지하는 바)가 되는 모든 음소[字, 글자]들을 실재하는 법인 것처럼 가립한 것이다. 그리고 문(文, 산스크리트어: vyañjana)은 현(顯)이라고도 하는데, 문(文)이 명(名)과 구(句)가 뜻하는 바[義]를 나타내는 수단이 되기 때문이다. 또한 문(文)은 자(字, 음소)라고도 하는데, 달라지거나 하지 않기[無異轉] 때문이다.
《대승아비달마잡집론》의 해설에 따르면, '달라지거나 하지 않는다[無異轉]'는 것은 다음과 같은 것을 뜻한다: 예를 들어, 눈[眼]에 대해서는 눈[眼]이라는 명칭[名]도 있지만 조료도(照了導)라는 명칭도 있다. 그런데 눈이라는 명칭이 조료도라는 명칭으로 달라진다고 해서, 눈이나 조료도가 뜻하는 개념[想]이 달라지는 것은 아니다. 이러한 이유로 명신(名身)은 달라져도 그것이 가리키는 대상이 변하지 않는 한 명신의 달라짐[異轉]은 아무런 문제도 일으키지 않는다. 반면, 문(文, 음소)의 경우, 예를 들어, 눈이라는 낱말을 구성하는 'ㄴ'이 어느 순간에 'ㅁ'으로 바뀌었다가 다시 어느 순간에 'ㅇ'으로 바뀐다면, '눈'이 어느 순간에는 '문'이 되었다가 다시 어느 순간에는 '운'이 된다. 이렇게 되면, 명신(名身)과는 달리 문신(文身)의 경우에는 가리키는 대상이 변해버리는 일이 일어난다. 그런데 실제로는 이러한 일은 일어나지 않는다. 따라서 문(文)은 '달라지거나 하지 않는다[無異轉]'고 말하며 문(文)을 다른 이름으로 자(字, 음소)라고 칭할 때는 이러한 무이전(無異轉: 달라짐이 없음, 달라지지 않음)의 뜻을 담아서 칭하는 말이다. 참고로, 이러한 견해는 음소 즉 낱소리에 대한 현대 언어학의 견해와도 일치한다 (참고: 낱소리 문서). 즉, 현대 언어학에서는 낱소리 또는 음소(Phoneme, 音素)를 소리내는 언어의 낱말을 구분시켜주는 이론적인 낱낱의 소리로 정의하며, 한 낱말에서 음소가 바뀌면 그 낱말 자체가 다른 뜻이 될 수 있다고 본다.
또한, 《대승아비달마잡집론》의 해설에 따르면, 자성(自性: 자상) · 차별(差別: 차별상) · 자성증언(自性增言, 즉 명신) · 차별증언(差別增言, 즉 구신)의 4가지를 합하면 일체(一切) 즉 우주 전체 즉 만법(萬法)이 된다.
그리고, 명신 · 구신 · 문신의 3가지는 일체(一切)를 능히 전표(詮表: 가리키고 설명하고 표시함)하는 수단이 된다. 간단히 말하자면, 언어는 만법을 능히 가리키고 설명하고 나타낼 수 있는 수단이라고 《대승아비달마잡집론》에서는 말하고 있다.

### (14) 이생성(異生性)
《대승아비달마집론》과 《대승아비달마잡집론》에 따르면, 이생성(異生性, 산스크리트어: pṛthag-janatva)은 성법(聖法, 산스크리트어: ārya-dharma: 성스러운 법 또는 성인의 법, 즉 무루혜)의 부득(不得) 즉 성법을 득(得)하지 못한 것을 실재하는 법인 것처럼 가립한 것이다.

### (15) 유전(流轉)
《대승아비달마집론》에 따르면, 유전(流轉, 산스크리트어: pravṛtti)은 인과의 상속이 끊임이 없는 것 즉 상속부단(相續不斷)을 실재하는 법인 것처럼 가립한 것이다.
《대승아비달마잡집론》의 해설에 따르면, 유전은 상속이 끊어지지 않는 경우에 대해서만 적용하여 가립하는 법으로, 한 찰나[一剎那]나 간단(間斷: 잠깐 끊임, 쉴 사이)에 대해서는 적용하지 않는다.

### (16) 정이(定異)
《대승아비달마집론》에 따르면, 정이(定異, 산스크리트어: pratiniyama)은 인과(因果)의 종종차별(種種差別)을 실재하는 법인 것처럼 가립한 것이다.
《대승아비달마잡집론》의 해설에 따르면, '인과의 종종차별[因果種種差別]'이란 가애과(可愛果: 좋아하고 즐길 만한 결과)의 원인은 묘행(妙行, 즉 선행)이고  불가애과(不可愛果: 좋아하거나 즐길 수 없는 결과)의 원인은 악행(惡行)인데, 이와 같이 원인에 따라 결과가 전개됨에 있어 선 · 악 등에 따른, 변동없는 차별(差別)이 있는 것을 말한다.

### (17) 상응(相應)
《대승아비달마집론》에 따르면, 상응(相應, 산스크리트어: samprayukta, 팔리어: sampayutta)은 인과(因果)의 상칭(相稱: 문자 그대로의 뜻은 '서로 일컬음', 주전자와 뚜껑처럼 서로 맞아떨어지는 것, 즉 서로 계합함)을 실재하는 법인 것처럼 가립한 것이다.
《대승아비달마잡집론》의 해설에 따르면, '인과의 상칭[因果相稱]'은 (선 · 악 · 무기의 3성의 관점에서) 서로 다른 종류의 원인과 결과가 서로 순응[相順]하는 것으로, 예를 들어 (선의 성질의) 보시(布施)에 연유하여 (무기의 성질인 즐거운 느낌의) 부유함[富財]을 초감[感]하는 것 등을 말한다. 즐거움과 괴로움은 그 느낌으로 인해 이차적으로 선 또는 악을 일으킬 수 있으나 그 자체로는 선도 악도 아닌 무기이다.
《유가사지론》 제81권에 따르면, 상칭(相稱)은 중회(眾會: 무리가 모임) · 응공(應供: 정당히 응하여 대접받음) · 칭법(稱法: 법에 계합함) · 인의(引義: 뜻을 끌어옴) · 순시(順時: 때가 적절함)의 의미가 있다.

### (18) 세속(勢速)
《대승아비달마집론》과 《대승아비달마잡집론》에 따르면, 세속(勢速, 산스크리트어: java)은 인과(因果)가 신속하게 유전(流轉)하는 것을 실재하는 법인 것처럼 가립한 것이다.
 달리 말하면, 유전(流轉) 즉 '인과의 상속이 끊임이 없는 것'이 신속하게 이루어지는 것을 실재하는 법인 것처럼 가립한 것이다.

### (19) 차제(次第)
《대승아비달마집론》에 따르면, 차제(次第, 산스크리트어: anukrama)는 인과(因果)가 하나하나씩 유전하는 것[一一流轉]을 실재하는 법인 것처럼 가립한 것이다. 달리 말하면, 유전(流轉) 즉 '인과의 상속이 끊임이 없는 것'이 하나하나씩 차례대로 이루어지는 것을 실재하는 법인 것처럼 가립한 것이다.
《대승아비달마잡집론》의 해설에 따르면, '인과가 하나하나씩 유전하는 것[因果一一流轉]'이란 (인과를 이루는 요소(법)들이) 동시에 전개 또는 전변하지 않는 것[不俱轉]을 말한다.

### (20) 시(時)
《대승아비달마집론》에 따르면, 시(時, 산스크리트어: kāla, 시간)는 인과(因果)가 상속하면서 유전하는 것[相續流轉]을 실재하는 법인 것처럼 가립하여 '시간[時]'으로 삼은 것이다. 달리 말하면, 유전(流轉) 즉 '인과의 상속이 끊임이 없는 것'을 실재하는 법인 것처럼 가립하여 '시간[時]'이라 명명한 것이다.
《대승아비달마잡집론》의 해설에 따르면, 인과가 상속하면서 전개 또는 전변하는 일[因果相續轉]이 있음으로 인해, 인과가 '이미 생겨난 후 다시 이미 소멸된 것[已生已滅]'을 과거[過去時]라고 명명하고, 인과가 '아직 생겨나지 않은 것[未生]'을 미래[未來時]라고 명명하고, 인과가 '이미 생겨났지만 아직 소멸되지 않은 것[已生未滅]'을 현재[現在時]라고 명명할 수 있으며, 그 결과 과거 · 현재 · 미래의 3세(三世)로 이루어진 시간을 가립할 수 있다.

### (21) 방(方)
《대승아비달마집론》에 따르면, 방(方, 산스크리트어: deśa, 방위, 방향, 공간)은 동 · 서 · 남 · 북의 4방(四方)과 동북 · 동남 · 서북 · 서남의 4유(四維)와 상(上) · 하(下)의 10가지 방위[十方]에서 인과(因果)를 차별(差別)하여 마치 이들 방위 또는 공간들이 실재하는 법인 것처럼 가립한 것이다.
《대승아비달마잡집론》의 해설에 따르면, '인과(因果) 즉 원인으로서의 법이건 결과로서의 법이건 법(여기서는 색법만을 뜻함)은 10가지 방위[十方: 공간 전체]에서 두루 존재하는데[於十方因果遍滿]' 즉 입체성을 가지는데, 이에 의거하여 10가지 방위[十方]로 차별하여 방위[方]를 가립한다. 그리고 방위는 오직 색법(色法: 물질적 사물)에 속한 인과에 대해서만 세운다. 무색의 법[無色之法]에 대해 방위[方]를 세우지 않는 것은 무색의 법이 [그것 자신의] 처소(處所: 공간)에 두루 존재하기는 하지만 방위를 차별할 만한 공능(功能: 능력, 속성, 즉 여기서는 입체성)이 없기 때문이다.
달리 말하면, 물질적 사물은 입체적이어서 공간적으로 여러 방향에서 쳐다볼 수 있는데, 그 방향을 10가지로 세워서 동 · 서 · 남 · 북 · 동북 · 동남 · 서북 · 서남 · 상 · 하로 명명하여 생긴 것이 방위 · 방향 또는 공간(무위법인 절대 공간 즉 허공을 말하는 것이 아님)이라는 개념이라고 《대승아비달마잡집론》에서는 말하고 있다.

### (22) 수(數)
《대승아비달마집론》에 따르면, 수(數, 산스크리트어: saṁkhyā, 개수, 수량, 숫자)는 갖가지 행(行)을 '하나씩 하나씩 차별하는 것[一一差別]'을 실재하는 법인 것처럼 가립한 것이다.
《대승아비달마잡집론》의 해설에 따르면, '하나씩 하나씩 차별하는 것[一一差別]'이란 '1'이란 수량 또는 숫자가 없다면 '2'나 '3' 따위의 수량 또는 숫자를 구별하는 일은 이치에 맞지 않다는 것을 뜻한다.

### (23) 화합(和合)
《대승아비달마집론》에 따르면, 화합(和合, 산스크리트어: sāmagrī)은 인과(因果)의 여러 가지 원인[衆緣]이 모이는 것[集會]을 실재하는 법인 것처럼 가립한 것이다.
《대승아비달마집론》의 해설에 따르면, '인과(因果)의 여러 가지 원인이 모이는 것[因果衆緣集會]'이란 예를 들어 식(識)의 경우처럼 근(根)이 아직 무너지지 않은 상태에서 경[境界]이 현전하면 근 · 경 · 식의 3사화합이 있게 되고 그러면 식(識)에서 작의(作意: 경각)라는 마음작용이 곧바로 일어나는 것과 같은 것을 말한다. 즉 인과가 상속하는 중에 여러 가지 원인[衆緣]이 화합하여 모이는 것이 일어나야만 비로소 어떤 결과(앞의 식의 예에서 작의)가 성립되는데 이와 같은 여러 원인들[衆緣]의 화합을 실재하는 법인 것처럼 가립한 것이 '화합(和合)'이라는 가법(假法)이다.

## 같이 보기
- 심불상응행법
- 부파불교의 설일체유부
  - 심불상응행법 (아비달마품류족론)
  - 심불상응행법 (아비달마구사론)
  - 심불상응행법 (아비달마순정리론)
- 대승불교의 유식유가행파
  - 심불상응행법 (유가사지론)
  - 심불상응행법 (현양성교론)
  - 심불상응행법 (대승아비달마집론·잡집론)
  - 심불상응행법 (대승오온론·광오온론)
  - 심불상응행법 (대승백법명문론)
  - 심불상응행법 (성유식론)

## 참고 문헌
- 곽철환 (2003). 《시공 불교사전》. 시공사 / 네이버 지식백과. |title=에 외부 링크가 있음 (도움말)
- 무착 지음, 현장 한역, 이한정 번역 (K.572, T.1605). 《대승아비달마집론》. 한글대장경 검색시스템 - 전자불전연구소 / 동국역경원. K.572(16-157), T.1605(31-663). |title=에 외부 링크가 있음 (도움말)
- 안혜 지음, 현장 한역, 이한정 번역 (K.576, T.1605). 《대승아비달마잡집론》. 한글대장경 검색시스템 - 전자불전연구소 / 동국역경원. K.576(16-228), T.1606(31-694). |title=에 외부 링크가 있음 (도움말)
- 운허.  동국역경원 편집, 편집. 《불교 사전》. |title=에 외부 링크가 있음 (도움말)
- 황욱 (1999). 《무착[Asaṅga]의 유식학설 연구》. 동국대학원 불교학과 박사학위논문.
- (중국어) 무착 조, 현장 한역 (T.1605). 《대승아비달마집론(大乘阿毘達磨集論)》. 대정신수대장경. T31, No. 1605, CBETA. |title=에 외부 링크가 있음 (도움말)
- (중국어) 星雲. 《佛光大辭典(불광대사전)》 3판. |title=에 외부 링크가 있음 (도움말)
- (중국어) 안혜 조, 현장 한역 (T.1606). 《대승아비달마잡집론(大乘阿毘達磨雜集論)》. 대정신수대장경. T31, No. 1606, CBETA. |title=에 외부 링크가 있음 (도움말)